# Бутово (Болгария)
Бутово (болг. Бутово) — село в Болгарии. Находится в Великотырновской области, входит в общину Павликени. Население составляет 891 человек.